# Olegario G. Cantón

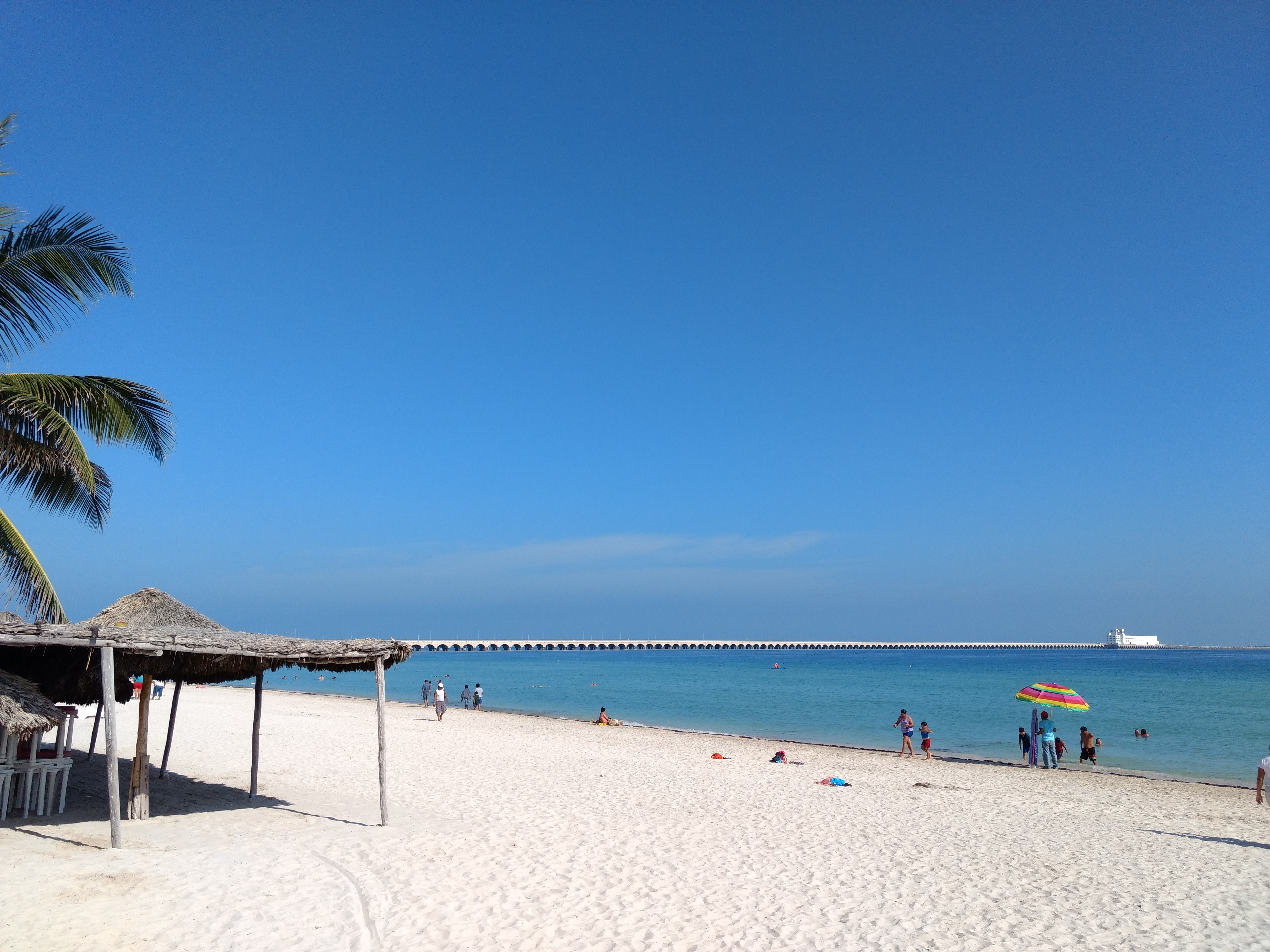
Muelle de Progreso, Yucatán, en el Golfo de México, diseñado en 1870 por Olegario G. Cantón

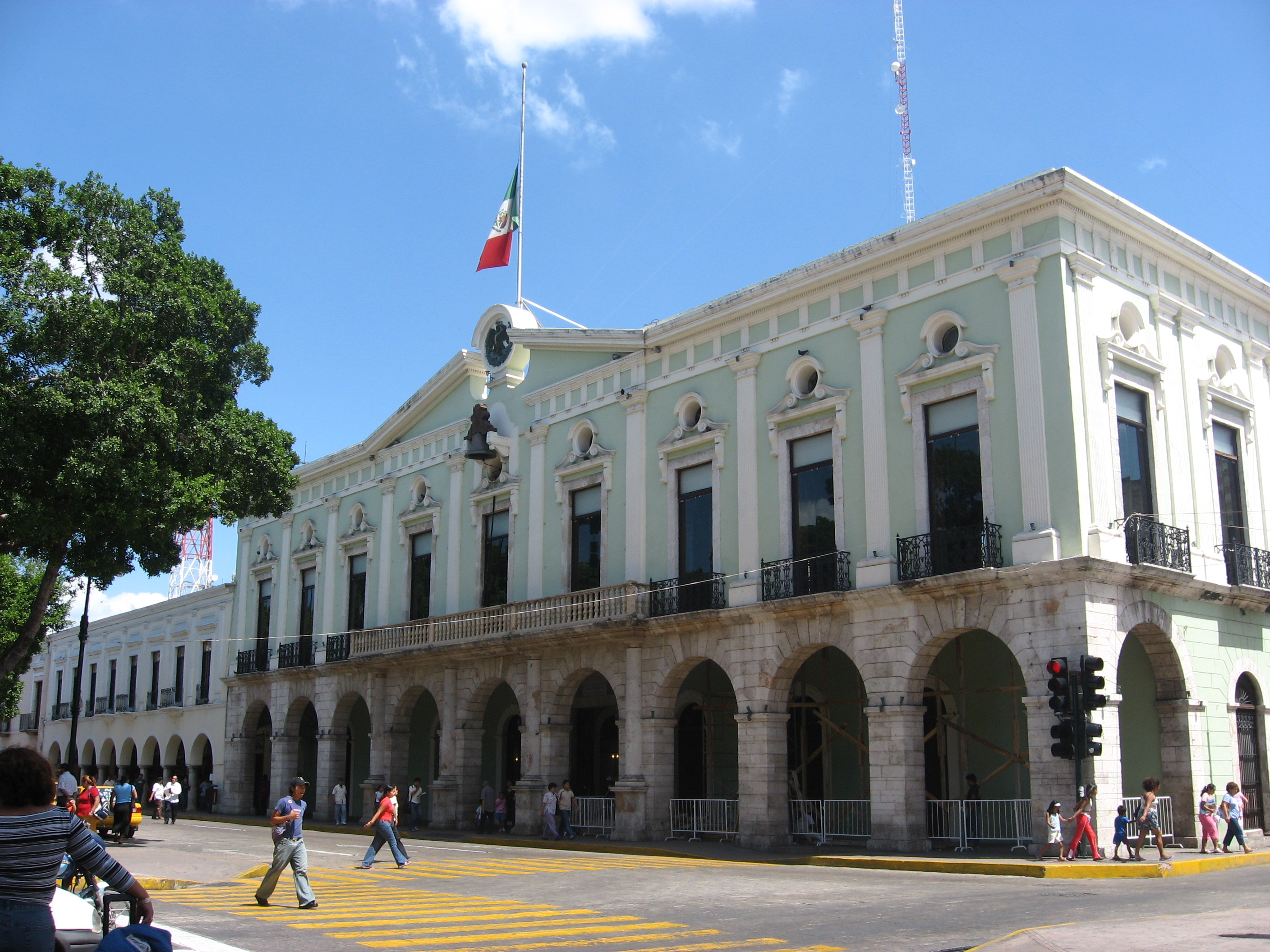
Residencia del poder ejecutivo estatal en Mérida, Yucatán, México, cuyo diseño original realizó en 1879 el ingeniero Olegario G. Cantón.

Olegario G. Cantón y Cámara (1838-1904) fue un empresario e ingeniero mexicano nacido en Mérida, Yucatán y fallecido en el puerto de Progreso. Diseñó el muelle que llevó su nombre en este puerto de Yucatán, así como el edificio de la aduana fiscal del mismo, en el año de 1870.

## Datos biográficos
Fue el quinto de doce hijos del matrimonio formado por Gregorio Cantón Cervera y de Candelaria Cámara y Canto. Fue propietario de la Librería Meridana en 1858, que le traspasó su hermano Rodulfo G. Cantón.
En 1879 obtuvo, junto con su hermano Rodulfo, la concesión para construir la vía férrea entre Mérida y la ciudad sureña de Peto, trabajos que fueron terminados el año de 1900. Fue constructor también de la vía de ferrocarril entre la ciudad de Mérida y San Francisco de Campeche, en el tramo de Hunucmá a Umán.
Diseñó en el mismo año de 1879 el edificio que habría de servir como Palacio de Gobierno en la ciudad de Mérida y que ha sido sede del poder ejecutivo de Yucatán desde entonces.
Su obra de ingeniería más importante fue tal vez la construcción de la vía férrea del Istmo de Tehuantepec de la que fue director, entre la ciudad de Coatzacoalcos, Veracruz (en el Golfo de México) y el puerto de Salina Cruz, Oaxaca, en la costa mexicana del Océano Pacífico.